# Distretto di Mumbwa
Il distretto di Mumbwa è un distretto dello Zambia, parte della Provincia Centrale.
Il distretto comprende 22 ward:
- Chabota
- Chibolyo
- Chisalu
- Choma
- Kalundu
- Kalwanyembe
- Kapyanga
- Lutale
- Makombwe
- Milandu
- Mpusu
- Mumba
- Mupona
- Myooye
- Nakasaka
- Nalubanda
- Nalusanga
- Nambala
- Nampundwe
- Nangoma
- Shichanzu
- Shimbizhi